# پروومایسکویه (شهرستان پانفیلوف)
پروومایسکویه (به لاتین: Pervomayskoye) یک منطقهٔ مسکونی در قرقیزستان است که در شهرستان پانفیلوف، قرقیزستان واقع شده‌است. پروومایسکویه ۱٬۲۹۰ نفر جمعیت دارد و ۶۶۰ متر بالاتر از سطح دریا واقع شده‌است.